# Nova Scotia Clippers
I Nova Scotia Clippers sono stati una squadra canadese di calcio, con sede a Halifax (Nuova Scozia).

## Storia
I Nova Scotia Clippers vennero fondati nel 1991 per partecipare alla Canadian Soccer League, campionato professionistico canadese attivo dal 1987 al 1992. La squadra venne affidata all'inglese Gordon Hill, che svolse il triplice compito di calciatore, allenatore e general manager del neonato club. La squadra ottenne il sesto posto della stagione regolare della CSL 1991, ultimo posto valido per l'accesso ai playoff, dai quali furono estromessi al primo turno dai North York Rockets. Miglior marcatore stagionale fu il danese Denis Larsen con cinque reti, mentre il giocatore più impiegato fu il canadese Dino Lopez con 28 presenze.
La squadra non venne iscritta al campionato seguente e chiuse i battenti dopo una sola stagione.

## Strutture
I Clippers avevano come impianto casalingo il Beazley Field, sito a Darthmouth (Nuova Scozia).